# La dannazione di Caino
La dannazione di Caino (o anche La maledizione di Caino) è un cortometraggio muto italiano del 1911 diretto e interpretato da Luigi Maggi.

## Trama
Due contadini amano la stessa ragazza. Il corteggiatore rifiutato droga il suo rivale che precipita poi da una scogliera. Col tempo il corteggiatore rifiutato riesce a conquistare la ragazza ma il rimorso per aver causato la morte del rivale lo porta a lanciarsi, ormai impazzito, dalla stessa scogliera dov'era caduto il suo rivale.